# Выборы губернатора Мурманской области (2014)
Досрочные выборы губернатора Мурманской области 2014 года состоялись 14 сентября в единый день голосования.

## Предшествующие события
5 мая 2014 года губернатор Мурманской области Марина Ковтун обратилась с просьбой к президенту России Владимиру Путину о досрочном прекращении полномочий по собственному желанию. Глава государства отставку принял, и назначил её врио главы региона.

## Ход выборов
Избирательная комиссия Мурманской области в качестве кандидатов на досрочных выборах губернатора этого субъекта РФ зарегистрировала пять претендентов. Партию «Единая Россия» представила, победившая на местных праймериз, врио главы региона Марина Ковтун. КПРФ — депутат Мурманской областной думы Михаил Антропов. ЛДПР — заместитель директора ООО «Соларктик» Максим Белов. «Справедливую Россию» — заместитель председателя Мурманской областной думы Александр Макаревич. Партию «Гражданская платформа» — гендиректор ООО «Инвестиционные технологии» Игорь Морарь. Кандидат от «Партии возрождения России» Виталий Измайлов не смог собрать необходимое количество подписей в свою поддержку для регистрации в качестве кандидата.

## Результаты выборов
Явка на досрочных выборах губернатора Мурманской области 2014 года составила 31,02 % — 192 694 избирателя. Победу одержала врио главы региона Марина Ковтун, набравшая 64,69 % голосов. Второе место занял Михаил Антропов с результатом 11,29 %. Третье — Александр Макаревич, получивший 10,77 %. За Максима Белова проголосовало 5,5 % избирателей. За Игоря Мораря 5,49 %.
| Место | Место | Кандидат            | Голосов | %     |
| ----- | ----- | ------------------- | ------- | ----- |
|       | 1.    | Марина Ковтун       | 127 539 | 64,69 |
|       | 2.    | Михаил Антропов     | 22 252  | 11,29 |
|       | 3.    | Александр Макаревич | 21 234  | 10.77 |
|       | 4.    | Максим Белов        | 10 845  | 5,50  |
|       | 5.    | Игорь Морарь        | 10 824  | 5,49  |